# Maissi Erkko
Maissi (Maria Aurora) Erkko (née Holländer le 4 juin 1872 à Nauvo et morte le 1er septembre 1936 à Helsinki) est l'éditrice en chef de Päivälehti.

## Biographie

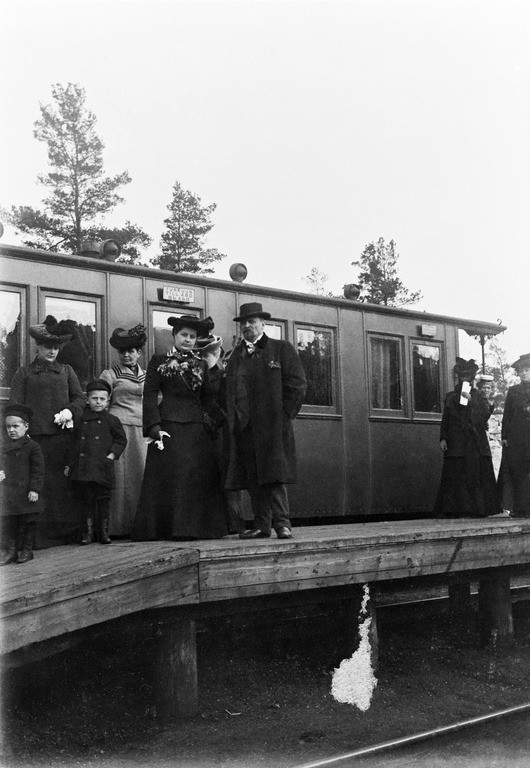
Maissi et Eero Erkko partant en exil en avril 1903 de la gare centrale d'Helsinki.

Maissi Erkko épouse Eero Erkko le  5 juin 1894, ils auront trois fils Eljas, Paavo et Eero.
Elle est membre de l'organisation secrète Kagaali qui s'oppose à la russification de la Finlande. 
En 1903, Nikolai Bobrikov ordonne l’expulsion d'Eero Erkko. Maissi et leurs enfants l'accompagnent en exil à New York.
La famille reviendra en Finlande en 1905.